# Scelolophia rescindaria
Scelolophia rescindaria là một loài bướm đêm trong họ Geometridae.